# Highmoor Brook
Der Highmoor Brook ist ein Wasserlauf in Oxfordshire, England. Er entsteht östlich von Brize Norton und fließt in südlicher Richtung bis zu seiner Mündung in den Shill Brook bei Bampton.
Der Highmoor Brook hat bereits mehrfach zu Überflutungen in Bampton beigetragen.